# Distrito de Podunavlje
El Distrito de Podunavlje (en serbio: Podunavski okrug, Подунавски округ) es uno de los 18 ókrug o distritos en que está dividida Serbia Central, la región histórica de Serbia. Tiene una extensión de 1.248 km², y según el censo de 2002, una población de 210.290 habitantes. Su capital administrativa es la ciudad de Smederevo.

## Municipios
Los municipios que componen el distrito son los siguientes:
- Smederevo
- Smederevska Palanka
- Velika Plana